# Européenne

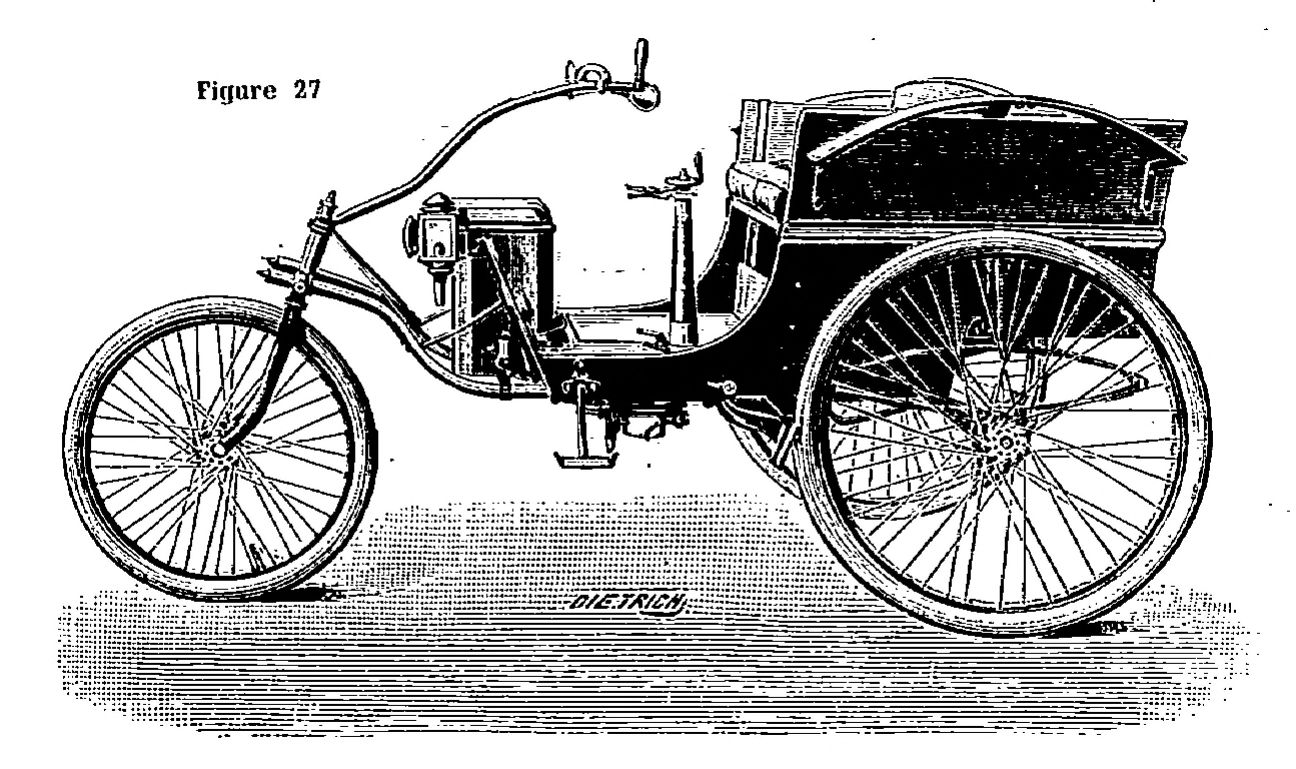
Européenne Tricycle à vapeur (1899)

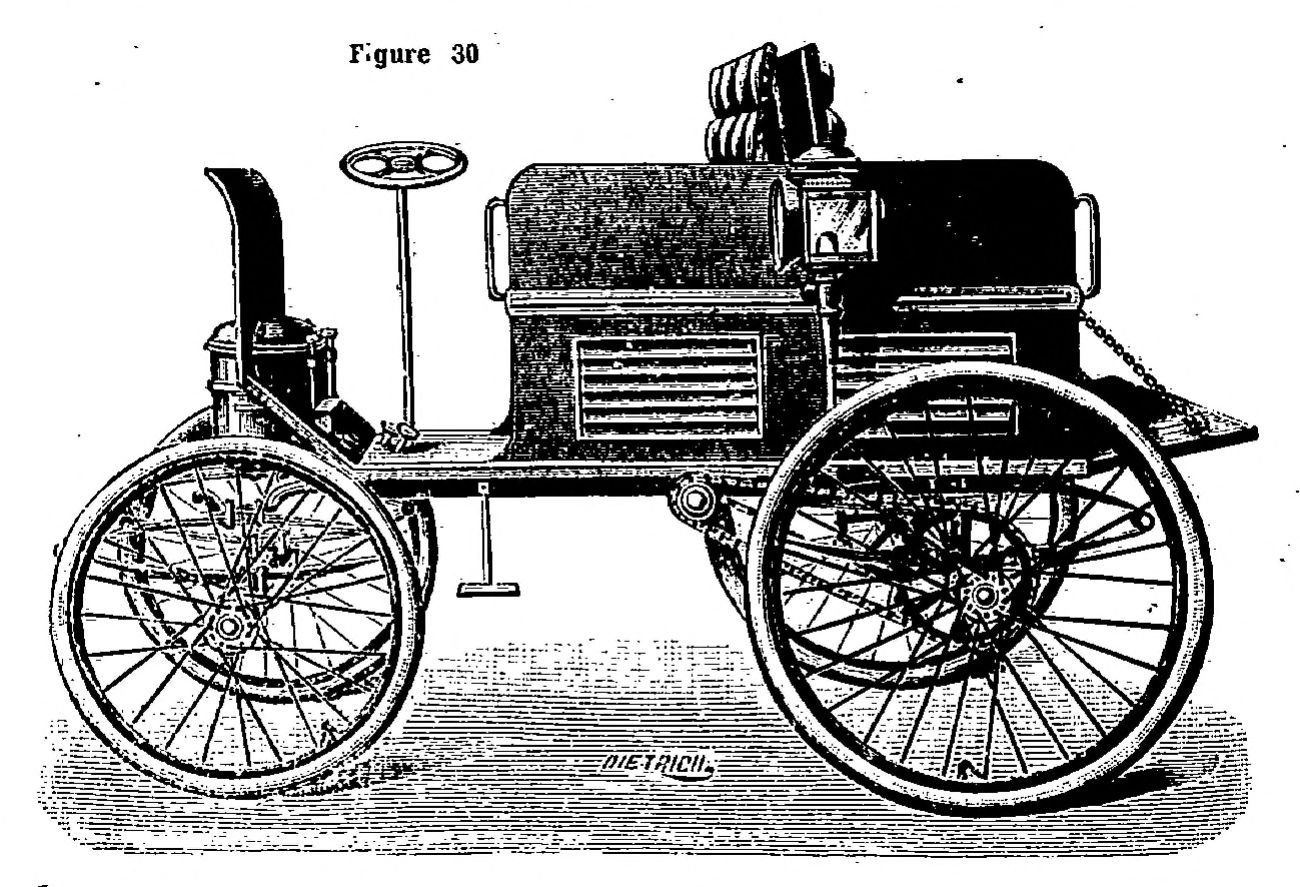
Européenne Dog-cart à vapeur (1899)

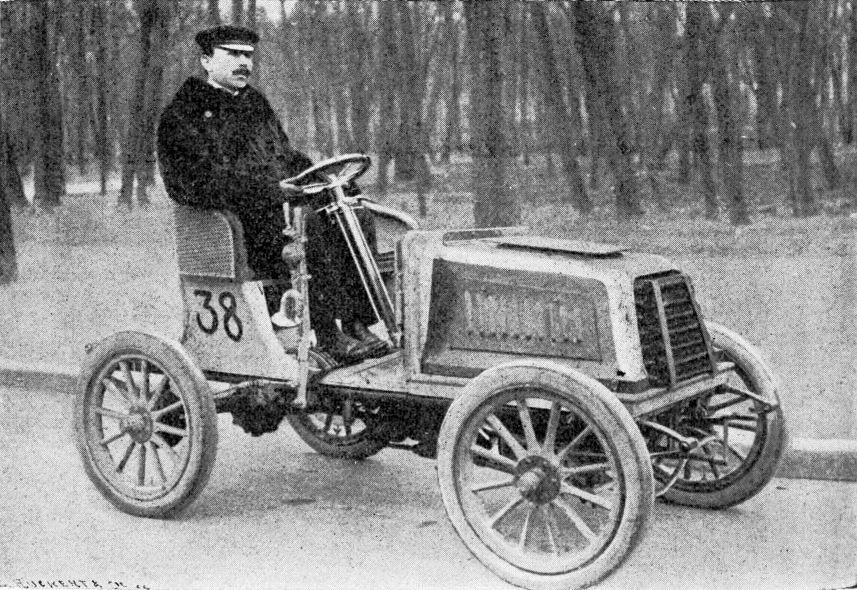
Européenne 6 CV (1903, Delabarre)

Die Société Européenne d’Automobiles war ein französischer Hersteller von Automobilen.

## Unternehmensgeschichte
Das Unternehmen Société Européenne d’Automobiles aus Paris begann 1899 mit der Produktion von Automobilen. 1903 endete die Produktion.

## Fahrzeuge
Das Unternehmen stellte zunächst Dampfwagen nach Patenten der Herren Tatin und Tanière her. Dies waren wahlweise Dreiräder mit einzelnem Vorderrad als Zweisitzer und als vierrädriges Dog-Cart mit vier Sitzen in Dos-à-dos-Anordnung. Die Höchstgeschwindigkeit des Tricycles war mit 25 km/h angegeben, das Gewicht mit 350 kg. Das Dog-cart wog 450 kg, als Höchstgeschwindigkeit waren 45 km/h angegeben.
Auf dem Salon du Cycle et de l’Automobile 1899 in Paris wurde ein Tricycle ausgestellt, auf dem Automobilsalon im Juli 1900 fehlte es jedoch.
Daneben gab es 1900 das Modell 12 CV mit Benzinmotor und vier Sitzen.
Der 6 CV von 1903 war ein leichter zweisitziger Wagen und hatte einen Einbaumotor von De Dion-Bouton.
1903 entstand ein Rennwagen 30 CV, der am Autorennen Paris–Madrid teilnahm.